# رژ لب روی خوک
عبارت «رژ لب زدن به خوک» یا «رژ لب روی خوک» به معنای ایجاد تغییرات سطحی یا ظاهری در یک محصول است که تلاشی بیهوده برای پنهان کردن کاستی‌های اساسی آن است. عبارات زیادی با استفاده از خوک، میمون یا خوکچه هندی وجود دارد که قدمت آنها به دوران باستان برمی‌گردد. به نظر می‌رسد این عبارت در قرن بیستم ابداع شده است.
عبارت «رژ لب روی خوک» قرن‌هاست که به اشکال مختلف، از جمله «شما نمی‌توانید از گوش خوک یک کیف ابریشمی درست کنید» استفاده می‌شود. استفاده از «رژ لب روی خوک» به شکل فعلی آن حداقل به سال ۱۹۲۶ برمی‌گردد، اما در طول انتخابات ریاست جمهوری ایالات متحده در سال ۲۰۰۸، کاربرد گسترده‌ای در لفاظی‌های سیاسی پیدا کرد، که در آن برای انتقاد از تحریف و القای این که رقیب (که با سارا پیلین شروع می‌شد) در تلاش است تا سیاست‌های تثبیت‌شده را از نو بسته‌بندی کرده و آن‌ها را به عنوان سیاست‌های جدید ارائه دهد، استفاده شد. از آن زمان تاکنون در گفتمان سیاسی کشورهای مختلف مورد استفاده قرار گرفته و گاهی اوقات باعث جنجال شده است.

## ریشه‌شناسی
خوک‌ها از دیرباز در ضرب‌المثل‌ها حضور داشته‌اند: «گوش خوک»، «خوک در حال سوراخ کردن»، و همچنین عبارات کتاب مقدس «مروارید در مقابل خوک» و «حلقه طلا در پوزهٔ خوک». در حالی که به نظر می‌رسد عبارت «رژ لب روی خوک» در قرن بیستم ابداع شده است، مفهوم این عبارت ممکن است چندان جدید نباشد. به نظر می‌رسد عبارت مشابه «شما نمی‌توانید از گوش خوک، کیف ابریشمی درست کنید» در اواسط قرن شانزدهم یا قبل از آن استفاده می‌شده است. توماس فولر، پزشک بریتانیایی، در سال ۱۷۳۲ به استفاده از عبارت «یک گراز زره‌پوش هنوز یک گراز است» اشاره کرد، همان‌طور که فرهنگ لغت کلاسیک زبان عامیانه (۱۷۹۶) بعداً اشاره کرد که «گراز زره‌پوش» به «مرد یا زن بی‌دست‌وپا یا بدجنسی که لباس‌های فاخر پوشیده» اشاره دارد. واعظ باپتیست چارلز اسپورجن (۱۸۳۴–۱۸۹۲) در کتاب ضرب‌المثل‌های خود با عنوان «نمکدان‌ها» (منتشر شده در ۱۸۸۷) عبارت «یک گراز با جلیقه ابریشمی هنوز یک گراز است» را ثبت کرد.
گونهٔ «رژ لب» این عبارت مدرن‌تر است (خود کلمه «رژ لب» تازه در سال ۱۸۸۰ ابداع شده است). تأثیر بلاغی ربط دادن خوک‌ها به رژ لب در سال ۱۹۲۶ توسط چارلز اف. لومیس، در لس‌آنجلس تایمز، بررسی شد، زمانی که او نوشت: «بیشتر ما به اندازه یک خوک از تاریخ رژ لب‌ها می‌دانیم.» با این حال، اولین کاربردهای ثبت‌شده از «رژ لب روی خوک» مربوط به زمان‌های بعدی است. در رمان وست‌وود اثر استلا گیبونز (منتشر شده در سال ۱۹۴۶)، هبه به یک آرایشگاه رفت و «خانم سوزان، که صورتی شبیه به یک خوک بسیار جوان داشت که توانسته باشد رژ لبی به لبش زده باشد، موهایش را به طرز تحقیرآمیزی می‌شست.»
در مقاله‌ای در روزنامه کواد-سیتی هرالد (بروستر، واشینگتن) در تاریخ ۳۱ ژانویه ۱۹۸۰، آمده است: «شما می‌توانید یک خوک را تمیز کنید، روی دم آن ربانی ببندید، به آن عطر بزنید، اما آن هنوز یک خوک است.» این عبارت همچنین در سال ۱۹۸۵ گزارش شد، زمانی که واشینگتن پست به نقل از یک مجری رادیویی سانفرانسیسکو از کی‌ان‌بی‌آر اظهار داشت: «این مثل این است که به یک خوک رژ لب بزنید» که به برنامه‌های نوسازی پارک کندل‌استیک (به جای ساخت یک استادیوم جدید برای سان فرانسیسکو جاینتز) اشاره داشت.
در مقاله‌ای در سال ۱۹۸۳ با عنوان «کلید کله قندی: داستان‌هایی از خانواده خوک‌ها»، هانتر اس. تامپسون شوخی‌ای را شرح می‌دهد که در آن رژ لب را روی سر یک خوک مالیده و آن را در توالت صاحب یک اقامتگاه تفریحی در فلوریدا انداخته است.
در تابستان ۱۹۹۲ در کنوانسیون ملی دموکرات‌ها، فرماندار تگزاس، آن ریچاردز، گفت: «خب، می‌توانید روی یک خوک رژ لب بزنید و او را مونیک بنامید، اما هنوز یک خوک است.» این اشاره به طرحی از سوی رئیس‌جمهور جورج اچ دبلیو بوش برای استفاده از کشتی‌های جنگی ایالات متحده برای محافظت از تانکرهای نفتی در خاورمیانه بود. ریچاردز معتقد بود که این برنامه اتلاف هزینه است.

## کاربرد در قرن بیست و یکم
در مه ۲۰۰۲، شرکت کارگزاری چارلز شواب یک تبلیغ تلویزیونی پخش کرد که در آن به تضاد منافع شرکت‌های کارگزاری وال استریت اشاره شده بود. در این تبلیغ، یک مدیر فروش ناشناس به فروشندگان خود می‌گفت: «بیایید کمی رژ لب به این خوک بزنیم!» این تبلیغ کمی پس از آن منتشر شد که الیوت اسپیتزر، دادستان کل نیویورک، اعلام کرد تحلیلگران سهام مریل لینچ، سهام‌هایی را توصیه کرده‌اند که آن‌ها به‌طور خصوصی آن سهام‌ها را «سگ» می‌نامیدند. سی‌بی‌اس از پخش این تبلیغ خودداری کرد.
این عبارت سپس در لفاظی‌های سیاسی برای انتقاد از تحریف و القای این نکته که یک رقیب سیاسی در تلاش است سیاست‌های تثبیت‌شده را از نو بسته‌بندی کرده و آن‌ها را به عنوان سیاست‌های جدید ارائه دهد، به کار رفت. ویکتوریا کلارک، که در زمان دونالد رامسفلد معاون وزیر دفاع در امور عمومی بود، کتابی در مورد تحریف در سیاست با عنوان «رژ لب روی خوک: پیروزی در دوران بدون تحریف نوشتهٔ کسی که بازی را می‌داند»، منتشر کرد. این کتاب با استفاده از حکایاتی از دوران حرفه‌ای خودش استدلال می‌کرد که در عصر شفافیت، که در هر صورت همه حقیقت را خواهند فهمید، تحریف واقعیت کارساز نیست («می‌توانید روی یک خوک رژ لب بزنید، اما هنوز یک خوک است»).
تا سال ۲۰۰۸، این عبارت در بریتانیا و ایالات متحده رایج و اغلب به یک توهین سیاسی بحث‌برانگیز تبدیل شده بود. این عبارت توسط بسیاری از سیاستمداران آمریکایی، از جمله باراک اوباما، نامزد دموکرات‌ها و جان مک‌کین، نامزد جمهوری‌خواهان، در طول انتخابات ریاست جمهوری ایالات متحده در سال ۲۰۰۸، و دیک چنی، معاون رئیس‌جمهور (که آن را «جمله مورد علاقه» خود نامید) شد.
در سال ۲۰۱۷ در نیوزیلند، این عبارت زمانی جنجال‌برانگیز شد که گرت مورگان، رهبر حزب فرصت‌ها، آن را به گونه‌ای به کار برد که توسط روزنامه‌نگاران به عنوان توهینی به جاسیندا آردرن، رهبر حزب کارگر، تعبیر شد. مورگان گفت که هدف از این کار، توصیف رهبری حزب کارگر توسط آردرن به عنوان احتمالاً یک «تغییر و تحول سطحی» برای این حزب بوده است.

### عناوین کتاب‌ها
- رژ لب روی یک خوک اثر دنیس ای. اسمیت، انتشارات رایتینگ د رانگ لیمیتد، ۲۰۰۸، ۲۰۱۰، ۲۰۲۰ (شابک ‎۹۷۸-۰-۹۵۸۲۸۹۶-۹-۶
- رژ لب روی یک خوک: پیروزی در دوران بدون چرخش، نوشتهٔ کسی که بازی را می‌داند، ویکتوریا کلارک ، انتشارات فری پرس، ۲۰۰۶ (شابک ‎۰۷۴۳۲۷۱۱۶۵)
- رژ لب زدن به خوک (اسرار رپ و ملیسا پنی‌ورث)، مایکل بوون، انتشارات قلم مسموم، ۲۰۰۸ (شابک ‎۱۵۹۰۵۸۵۳۱۳)
- اگر به یک خوک رژ لب بزنید - یک خوک زیبا خواهید داشت، پنلوپه دیان، انتشارات بلیسیما، ۲۰۰۸ (شابک ‎۱۹۳۵۱۱۸۲۶۹)
- بیا یه رژ لب به این خوک بزنیم؟ بینش‌های کاربردی و نوآورانه برای فروشندگان حرفه‌ای، مارک مک‌گلینچِی، راهکارهای مدیریت کسب و کار، ۲۰۰۳ (شابک ‎۰۹۷۲۸۰۷۶۰۸)
- انتخابات ۲۰۰۸: رژ لب روی خوک (جوهر حکومت؛ شکایات مشروع؛ نامزدها در مورد مسائل؛ بودجه متوازن ۱۰۱؛ فراخوان به اسلحه: ما به جای آنها، به آنها بودجه بدهیم؛ کتابشناسی مشروح)، رابرت دیوید استیل ویواس، شبکه اطلاعاتی زمین، ۲۰۰۸، (شابک ‎۰۹۷۱۵۶۶۱۵۱)